# Ernst Fischer (compositeur)
Pour les articles homonymes, voir Fischer.
Ernst Fischer, né le 10 avril 1900 à Magdebourg, et mort le 10 juillet 1975 à Locarno, est un compositeur allemand. Il est l'auteur d'opérettes, de musique de film, de suites d'orchestre, de chansons et d'œuvres pour le piano.

## Biographie
De 1916 à 1922, Ernst Fischer est étudiant au Conservatoire Hoch à Francfort et au Conservatoire Stern de Berlin.
En 1926, il est, à Berlin, organiste de cinéma muet. Dans les années 1930, Fischer devient un compositeur de radio populaire. Ses pièces sont données en concert, notamment par les orchestres de ville de cure.
Avec la suite en quatre mouvements, écrite en 1936, Südlich der Alpen (Au sud des Alpes), il accède au succès et à une renommée internationale. On y trouve toutes qualités du compositeur : une mélodie accrocheuse et imaginative, une harmonie agréable et une instrumentation transparente ainsi qu'une brillante fusion de rythmes de danses classiques et modernes. D'autres œuvres à succès suivent, comme Ferientage (1937), Der Weg in die lockende Ferne (1941) et Brasilia (1960).